# Leishemba Sanajaoba
Leishemba Sanajaoba (ur. 1972 w Imphalu) – indyjski polityk. Pochodzi z grupy etnicznej Meitei, jest potomkiem dynastii rządzącej Manipurem do 1949. Syn Okendrajita, po którym przejął tytularny tron manipurski. Koronowany w 1996, ma stać na straży tradycji i kultury stanu oraz symbolizować jego jedność. Sprawuje także nadzór nad tradycyjnymi instytucjami religijnymi Manipuru. Początkowo apolityczny, związał się później ze środowiskami nacjonalistycznymi. Od 2020 poseł do izby wyższej indyjskiego parlamentu federalnego. Uznawany za polityka kontrowersyjnego, opierającego się na etnicznym nacjonalizmie. Obwiniany o sprowokowanie krwawych zamieszek w Manipurze na przełomie maja i czerwca 2023. Oskarżany o wspieranie manipurskiego separatyzmu, jak również proindyjskich organizacji manipurskich o ekstremistycznym zabarwieniu takich jak Meitei Leepun i Arambai Tenggol.

## Życiorys

### Pochodzenie i wykształcenie
Urodził się w 1972 w stołecznym Imphalu. Należy do grupy etnicznej Meitei, głównej grupy etnicznej Manipuru. Wywodzi się z rodu Ninghthouja, przynależnego do klanu Mangang. Wśród jego przodków odnaleźć można również prawdopodobnie Nagów z plemienia Tanghul. Jest potomkiem dynastii, która władała Manipurem od 33 roku naszej ery do czasu włączenia królestwa w struktury federalnego państwa indyjskiego w 1949. Jego ojcem był Okendrajit, matką natomiast Tampha. Leishemba Sanajaoba jest najstarszym synem pary królewskiej.
Jego bliską krewną była pisarka i scenarzystka filmowa M.K. Binodini Devi. Kształcił się w szkole noszącej imię Bodhchandry Singha, swego dziadka oraz ostatniego manipurskiego króla, również w Imphalu. W placówce tej, będącej częścią Manipur University, uzyskał licencjat (1997).

### Tytularny król Manipuru

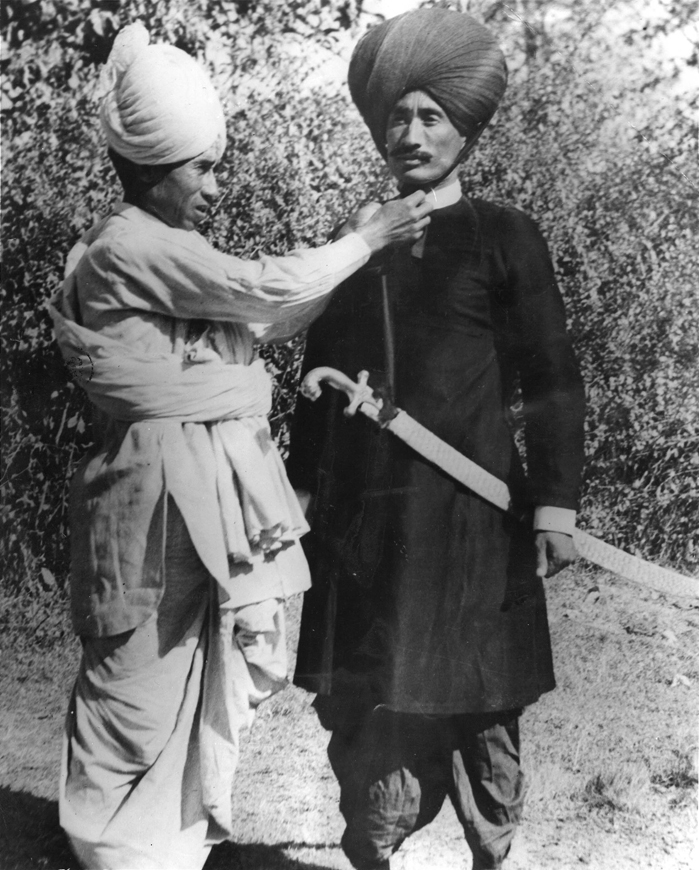
Bodhchandra Singh, ostatni król Manipuru i dziadek Leishemby Sanajaoby, ze swoim premierem w 1944

Leishemba Sanajaoba koronowany został na manipurskiego króla w 1996. Jako monarcha nie ma władzy politycznej, natomiast jego rola ma być w zasadzie wyłącznie symboliczna. Zgodnie z tradycją ucieleśnia jedność Manipuru oraz harmonijne współżycie między rozmaitymi grupami społecznymi zamieszkującymi stan. Uznawany jest za opiekuna oraz kustosza tradycji i kultury Manipuru, wciąż zamieszkuje też w jednym z dawnych pałaców królewskich. Jego tron ma również znaczenie rytualne, a zgodnie ze rdzenną religią ludu Meitei sam monarcha ma niebiańskie i boskie pochodzenie. W tym kontekście jest też przywódcą tradycyjnych, rodzimych instytucji religijnych Manipuru.
Od króla oczekuje się neutralności politycznej. Symboliczna wymowa monarchii manipurskiej nie zmienia przy tym tego, iż jej faktyczny wpływ na współczesne społeczeństwo wzbudza niekiedy poważne wątpliwości. Indie – jako świecka i socjalistyczna republika – nie uznają jakichkolwiek tytułów królewskich czy szlacheckich. Godność królewska nie ma tym samym żadnego umocowania we współczesnym krajowym systemie prawnym. Jest niemniej powszechnie uznawana w samym Manipurze.

### Pozaparlamentarna aktywność polityczna
Leishemba Sanajaoba jako tytularny władca rzadko pojawiał się publicznie, wyjątek czyniąc jedynie dla istotnych wydarzeń kulturalnych czy uroczystości ślubnych, na które był zapraszany. Przyczyny wejścia monarchy do polityki są tym samym złożone. Na jego decyzje w tym zakresie najprawdopodobniej miały wpływ problemy finansowe. Wsparcie materialne wypłacane przez indyjski rząd federalny potomkom dawnych rodów królewskich zostało zniesione na mocy 26. poprawki do konstytucji z 1971. Koszty utrzymania kompleksu pałacowego oraz dworu królewskiego, połączone z wydatkami na cele reprezentacyjne oraz niekompetentnym zarządzaniem samym majątkiem, spowodowały ruinę rodziny i zmusiły Leishembę Sanajaobę do niekiedy dosyć drastycznych kroków. Przykładowo, w 2013, podjął on strajk głodowy w proteście przeciwko nakazowi eksmisji z Sana Konung, jednego z pałaców królewskich, wydanemu przez ówczesny rząd stanowy. W swoich staraniach uzyskał wsparcie skrajnie prawicowego Narodowego Stowarzyszenia Ochotników (Rashtriya Swayamsevak Sangh, RSS), stanowiącego ideologiczne zaplecze nacjonalistycznej Indyjskiej Partii Ludowej (BJP), z którego działaczami na początku drugiej dekady XXI wieku nawiązał regularne kontakty. W 2014, na zaproszenie przywódcy RSS Mohana Bhagwata przewodniczył odbywającej się w Manipurze konferencji z jego udziałem.
Zaangażował się w kampanię wyborczą BJP przed wyborami do Zgromadzenia Ustawodawczego Manipuru w 2017, pojawiając się nawet z premierem Narendrą Modim na wiecu w Imphalu 25 lutego tego roku. Jego wsparcie wymienia się wśród istotnych przyczyn ogromnego sukcesu hinduistycznych nacjonalistów w okręgach znajdujących się w dolinie Imphalu w tym właśnie roku. Przez dłuższy czas były one bowiem zapleczem Indyjskiego Kongresu Narodowego (INC). Istotnym czynnikiem w kształtowaniu się sympatii politycznych monarchy był szacunek jakim demonstracyjnie wręcz darzyli go politycy związani z Indyjską Partią Ludową. W zasadzie każdy istotny przywódca z tej właśnie partii składał monarsze kurtuazyjną wizytę w jego pałacu, podczas podróży do Manipuru. Dla władcy, wobec jego konfliktów z wcześniejszymi rządami stanowymi, miało to szczególne znaczenie.
Aktywność Leishemby Sanajaoby w szeregach nacjonalistycznej BJP nie wpływa na jego niepodległościowe i separatystyczne sympatie. W proklamacji wydanej w 1996, zatem niedługo po wstąpieniu na tron, stwierdzał, iż w zgodzie z zapisami konstytucji Manipuru z 1947 podtrzymuje on suwerenność de jure państwa manipurskiego. 14 marca 2012 potajemnie utworzył manipurską radę państwa oraz powołał jej premiera. W 2019 przeniosła się ona do Wielkiej Brytanii, gdzie działa jako manipurski rząd na uchodźstwie. Po podjęciu współpracy z RSS oraz BJP Leishemba Sanajaoba zaprzeczał, jakoby miał do czynienia z ruchami dążącymi do oderwania Manipuru od Indii. Wskazywano wszelako, że jego entuzjastyczne wsparcie dla partii rządzącej w Nowym Delhi poza już wyżej opisywanymi względami finansowymi może wynikać z obaw przed postawieniem mu zarzutów o zdradę stanu.
W wieloetnicznym środowisku manipurskim poważne wątpliwości budzi jego odwoływanie się do etnicznego nacjonalizmu. Z zaniepokojeniem komentowano zwłaszcza niezwykle bliskie związki króla z ekstremistycznymi organizacjami takimi jak Meitei Leepun i Arambai Tenggol. Grupy te, oficjalnie funkcjonujące jako stowarzyszenia kulturalne, zdradzają pewne podobieństwa do organizacji paramilitarnych. Wielu ich działaczy ma doświadczenie wojskowe. Arambai Tenggol w swej nazwie odwołuje się do tradycji dawnych wojowników ludu Meitei. Meitei Leepun dodatkowo zapewnia rekrutom przeszkolenie w zakresie posługiwania się bronią, promuje też pośród nich tradycyjne, manipurskie sztuki walki. Tak Arambai Tenggol, jak i Metei Leepun powstały z inicjatywy Leishemby Sanajaoby, w ścisłej współpracy z urzędującym od 2017 premierem stanowym N. Birenem Singhem. W swoich mediach społecznościowych król zamieszczał zdjęcia z ich funkcjonariuszami. Wielokrotnie odbierał również przysięgi od Arambai Tenggol. W czerwcu 2023 udzielił schronienia w pałacu królewskim przywódcy Meitei Leepun Pramotowi Singhowi. Wskazywano, że struktura obu grup wzorowana jest na RSS, a Leishemba Sanajaoba wykorzystuje je do rozprzestrzeniania skrajnego nacjonalizmu, obcemu większości jego rodaków. W styczniu 2024 stawił się na spotkaniu zwołanym w jednym z dawnych pałaców królewskich. Podczas tego wydarzenia złożył uroczystą przysięgę w świątyni Ibudhou Pakhangby, wspomnianego niżej boga-króla ludu Meitei. Przyrzekł w niej, iż będzie stawał w obronie integralności terytorialnej oraz szeroko pojętego interesu Manipuru. Złożył też swój podpis pod listą sześciu żądań sformułowanych przez organizatorów samego zgromadzenia, swych protegowanych z Arambai Tenggol. Żądania te pomyślane zostały jako dogodny instrument do wywarcia presji na rząd federalny w Nowym Delhi. Zawierały między innymi wezwanie do usunięcia chrześcijańskiego ludu Zo, tego samego, wobec którego monarcha już wcześniej wzywał do aktów przemocy, z listy grup uznawanych za tak zwane scheduled tribes.

### Poseł do izby wyższej parlamentu federalnego
Jego aktywność polityczna, zgodna w zasadzie z linią rządu stanowego, od samego początku budziła znaczące kontrowersje. Szereg organizacji i stowarzyszeń wzywało go do abdykacji, po tym gdy ogłosił publicznie zamiar czynnego zaangażowania się w politykę. Niektóre z nich cofnęły wówczas swe uznanie Leishemby Sanajaoby jako tytularnego króla Manipuru. Mimo tego król nie porzucił myśli o karierze politycznej. W czerwcu 2020 z poparciem Indyjskiej Partii Ludowej (BJP) zwyciężył on w wyborach do Rajya Sabhy, obsadzając tym samym jedyny przysługujący Manipurowi mandat w izbie wyższej indyjskiego parlamentu federalnego. Otrzymał 28 głosów wobec 24 oddanych na T. Mangi Babu reprezentującego Indyjski Kongres Narodowy (INC). Poza posłami z BJP wsparli go także deputowani Naga People’s Front (NPP) oraz jeden reprezentant Lok Janshakti Party (LJP). Procesowi towarzyszyły nadużycia i nieprawidłowości, w tym uznanie za ważne dwóch głosów posłów Kongresu oddanych wbrew zarządzonej dyscyplinie partyjnej oraz dopuszczenie do głosów polityków INC, których mandaty zostały wcześniej wygaszone z uwagi na niezgodną z przepisami zmianę barw partyjnych. Zaprzysiężony został 22 lipca 2022. Przysięgę złożył ubrany w tradycyjny strój manipurski. Wypowiedział ją w języku ojczystym, przywołując w niej Gowindę, Lainingthou Sanamahiego oraz Ibudhou Pakhangbę. Lainingthou Sanamahi jest jedną z najważniejszych postaci w panteonie rdzennej religii ludu Meitei. Ibudhou Pakhangba natomiast ma być bogiem-królem, pierwszym władcą ludu Meitei, a co za tym idzie symbolicznym przodkiem samego Leishemby Sanajaoby. W początkach swej kariery parlamentarnej był jednym z posłów federalnych dysponujących najmniejszym majątkiem.
Jako deputowany wyrażał zaniepokojenie zmniejszającą się według niego populacją Meitei, powielając przy tym antymigracyjne wątki obecne w wypowiedziach premiera stanowego N. Birena Singha. Wzywał do uznania języka manipurskiego za język klasyczny. Poruszał na forum parlamentu kwestię granicy między Mjanmą a Indiami. Domagał się umieszczenia tekstu w manipuri na banknotach indyjskich, zapisanego przy użyciu tradycyjnego alfabetu manipurskiego. Zauważono, iż większość jego wypowiedzi na forum federalnej legislatywy dotyczy kwestii niekontrowersyjnych, podnoszonych już wielokrotnie przez rozmaite manipurskie organizacje społeczne. Podawano, że najwyższe władze Indyjskiej Partii Ludowej (BJP) wprost zabroniły mu poruszania tematyki rzeczywiście istotnej, zwłaszcza jeśli odnosić się ona by miała do wspomnianych poniżej krwawych zamieszek z maja i czerwca 2023. Marginalizacja monarchy w strukturach władzy nie stanowi niemniej zjawiska odosobnionego. Dotknęła też innych polityków stanowych, którzy związali swe kariery ze skrajną prawicą hinduską, w tym ministra w rządzie federalnym R.K. Ranjana. Pojawiał się przy tym wśród osób wymienianych jako potencjalni kandydaci w wyborach do parlamentu federalnego w 2024. Spekulacje te ostatecznie nie potwierdziły się. Miał wszakże wystartować z okręgu obejmującego zamieszkaną głównie przez Meitei dolinę Imphalu.
Leishemba Sanajaoba jest zwolennikiem przyznania ludowi Meitei statusu tak zwanego scheduled tribe. Wpisuje się tym samym w głęboko zakorzenione w zbiorowej świadomości Meitei przekonanie o byciu rządzonym i dyskryminowanym przez niekompetentnych i nieświadomych manipurskiego kontekstu polityków z Nowego Delhi. Konstytucja indyjska bowiem określa tym mianem grupy społeczne o najniższym statusie ekonomicznym, często pozostające na obrzeżach życia społecznego i gospodarczego. Polityka monarchy koncentruje się przede wszystkim na realizacji interesów Meitei. Obejmuje przy tym zarówno swoich pobratymców wyznających hinduizm, jak i tych pragnących całkowitego powrotu do swej pierwotnej, tradycyjnej religii etnicznej. Wymienia się ją pośród głównych przyczyn krwawych rozruchów, które wstrząsnęły Manipurem na przełomie maja i czerwca 2023. Wskazuje się, iż monarcha, mimo swej domniemanej roli jako łącznika wszystkich zamieszkujących Manipur społeczności, zamieszany jest w podżeganie do aktów przemocy skierowanych głównie przeciwko wyznającemu chrześcijaństwo ludowi Zo. Manipur Tribal Forum, organizacja reprezentująca interesy ludności plemiennej Manipuru z siedzibą w Nowym Delhi, wskazała na konieczność wszczęcia specjalnego postępowania sprawdzającego pod nadzorem indyjskiego Sądu Najwyższego. Postępowanie to miało by między innymi na celu przyjrzenie się roli Leishemby Sanajaoby oraz wspieranych przez niego organizacji w zamieszkach.

## Życie prywatne
Poślubił Haobam Anamikę Devi. Para doczekała się syna Jayendrajita oraz córki Tamphasany Devi.